# Euphorbia specksii
Euphorbia specksii là một loài thực vật có hoa trong họ Đại kích. Loài này được Rauh mô tả khoa học đầu tiên năm 2000.